# Flat Earth Society

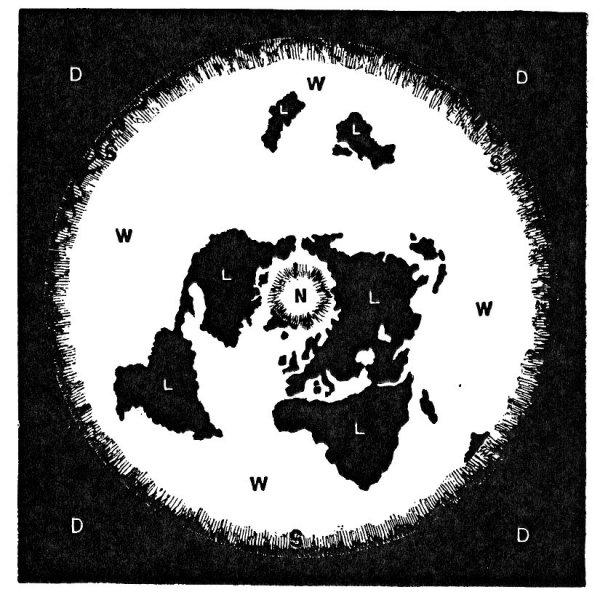
A Föld alakja Samuel Birley Rowbotham könyvében – középen az Északi-sark, körben a Földet körülvevő jégfal.

A Flat Earth Society (Lapos Föld Társaság) egy kezdetben Angliában, később a kaliforniai Lancasterben működő szervezet, amely a Biblia szó szerinti értelmezése alapján azt a nézetet hirdette, hogy a Föld lapos.

## Előzmények
Az ókori népek egy része a világot egy lapos korongnak vagy négyzetnek képzelte, amely fölé szilárd kupolaként borul az ég. Ez a nézet jelenik meg a Biblia bronzkori eredetű megfogalmazásában is. Az ókori görögök már felismerték, hogy a Föld gömb alakú (Eratoszthenésznek még a méretét is sikerült kiszámolni), ami ettől kezdve evidenciaként működött; az a nézet volt általánosan elfogadott a keresztények között is, mivel a középkorban Klaudiosz Ptolemaiosz geocentrikus modellje a forgó szférákkal szintén csak gömb alakú Földön értelmezhető. (A közismert legenda, miszerint Kolumbusz kritikusai azt gondolták, hogy le fog zuhanni a Föld pereméről, valójában 19. századi kitaláció.)

## Zetetic Society
A lapos Föld elképzelését egy Samuel Rowbotham nevű angol feltaláló és helyi vallási vezető elevenítette fel a 19. század közepén, a Biblia szó szerinti értelmézésére támaszkodva. Rowbotham 1849-ben egy röpiratban, majd 1865-ben az Earth Not a Globe (A Föld nem gömb) című könyvében fejtette ki az általa zetetikus (szkeptikus) asztronómiának elnevezett világképet. Eszerint a Föld egy lapos korong, középpontjában az Északi-sarkkal, és amit Déli-sarknak hiszünk, az valójában az egész Földet körülölelő, 150 láb magas jégfal. A kontinensek egy nagy víztömeg tetején úsznak, azalatt pedig tűz ég. A Nap egy 32 mérföld átmérőjű korong, ami 700 mérfölddel a Föld felett kering állandó magasságban; az évszakokat pályájának változása okozza. A Hold kisebb, de hasonló magasságban kering, és saját fényével világít. Fölöttük található az égbolt, amely lassan forog körbe az Északi-sark körül. A csillagok fénye gyenge, és csak közelről látszik, ez magyarázza, hogy más-más hosszúsági fokokról más csillagképek láthatók. 
Noha Rowbotham a zetetikus asztronómia alapelemeit a Bibliából vezette le, könyvében tudományos érvekkel próbálta alátámasztani. Fő érve a láthatóság volt: a hajózási alapműnek számító Lighthouses of the World-ből például közel harminc olyan világítótornyot gyűjtött ki, amely a könyv szerint már olyan távolságból látható, amelyből a Föld görbületének el kéne takarnia. (Azt nem említette, hogy a könyvben leírt mintegy 2000 világítótorony nagy részénél az adatok összhangban voltak a Föld görbületéből számíthatókkal, és így ellentmondtak az ő elképzelésének.) Számos kísérletet végzett a Bedford folyón is; állítása szerint akkora távolságból is észre tudott venni egy csónakot, ahonnan a vízfelszín görbületének már takarnia kellett volna. Ezen kísérlete eleinte nem sok érdeklődést keltett, amikor azonban 1870-ben egy John Hampden nevű követője az igazság szándékos elhallgatásával vádolta meg a tudományos világot, és 500 fontos fogadást ajánlott, a földmérői tapasztalatokkal is rendelkező neves természettudós, Alfred Russel Wallace állta a kihívást. A folyó felszínén egyforma közönként három azonos hosszú póznát állítottak fel, és a partról megállapították, hogy a középső teteje magasabban van a két szélső tetejének vonalánál. Wallace ezzel megnyerte a fogadást, a bedfordi vízszint-kísérlet pedig a Föld alakjának bizonyítékaként szerepelt a tankönyvekben egészen az űrhajózás kezdetéig. Hampden később csalással vádolta meg Wallace-t, és visszakövetelte a pénzét, ami hosszas pereskedéshez vezetett kettejük között. Hampdent többször megbüntették, végül rágalmazásért börtönbe is zárták.
Ennek ellenére Rowbotham számos követőt szerzett magának, akik halála után megalapították a Universal Zetetic Society-t (Egyetemes Zetetikus Társaság), és folyóiratot indítottak The Earth Not a Globe Review néven. A mozgalom Angliában aktív maradt egészen az első világháborúig, ami után lassan hanyatlásnak indult. 
Amerikában a Keresztény Egyetemes Apostoli Egyház vette át Rowbotham tanait. Az egyházat és a székhelyéül szolgáló Zion teokratikus közösséget 1896-ban alapította John Alexander Dowie skót hitgyógyító Chicago közelében, a Michigan-tó partján. Dowie 1906-os agyvérzése után Wilbur Glenn Voliva vette át a szekta irányítását; irányítása alatt a közösség iskoláiban kizárólag a lapos Föld doktrínáját tanulták. Az általa felállított 100 KW-os rádióadón rendszeres téma volt az evolúció és a kerek Föld elméletének szidalmazása. 5000 dolláros díjat tűzött ki annak, aki be tudja bizonyítani, hogy a Föld nem lapos. A gazdasági válság, Voliva 1942-es halála majd egy sor pénzügyi botrány révén az egyház fokozatosan felmorzsolódott.

## Flat Earth Society
A Flat Earth Society-t 1956-ban alapította Samuel Shenton.